# Capel-y-ffin
Koordinaten: 51° 58′ 36,9″ N, 3° 5′ 10,9″ W
| \| Capel-y-ffin \| |
| Capel-y-ffin       |

| Capel-y-ffin |

Capel-y-ffin ist ein Weiler in der Nähe der Grenze zwischen Wales und England. Er liegt in der Grafschaft Powys, Wales, in den Black Mountains und ist ein Teil des Bannau-Brycheiniog-Nationalparks. Die nächste Stadt ist Hay-on-Wye, ca. 13 km weiter nordwestlich.

## Geschichte

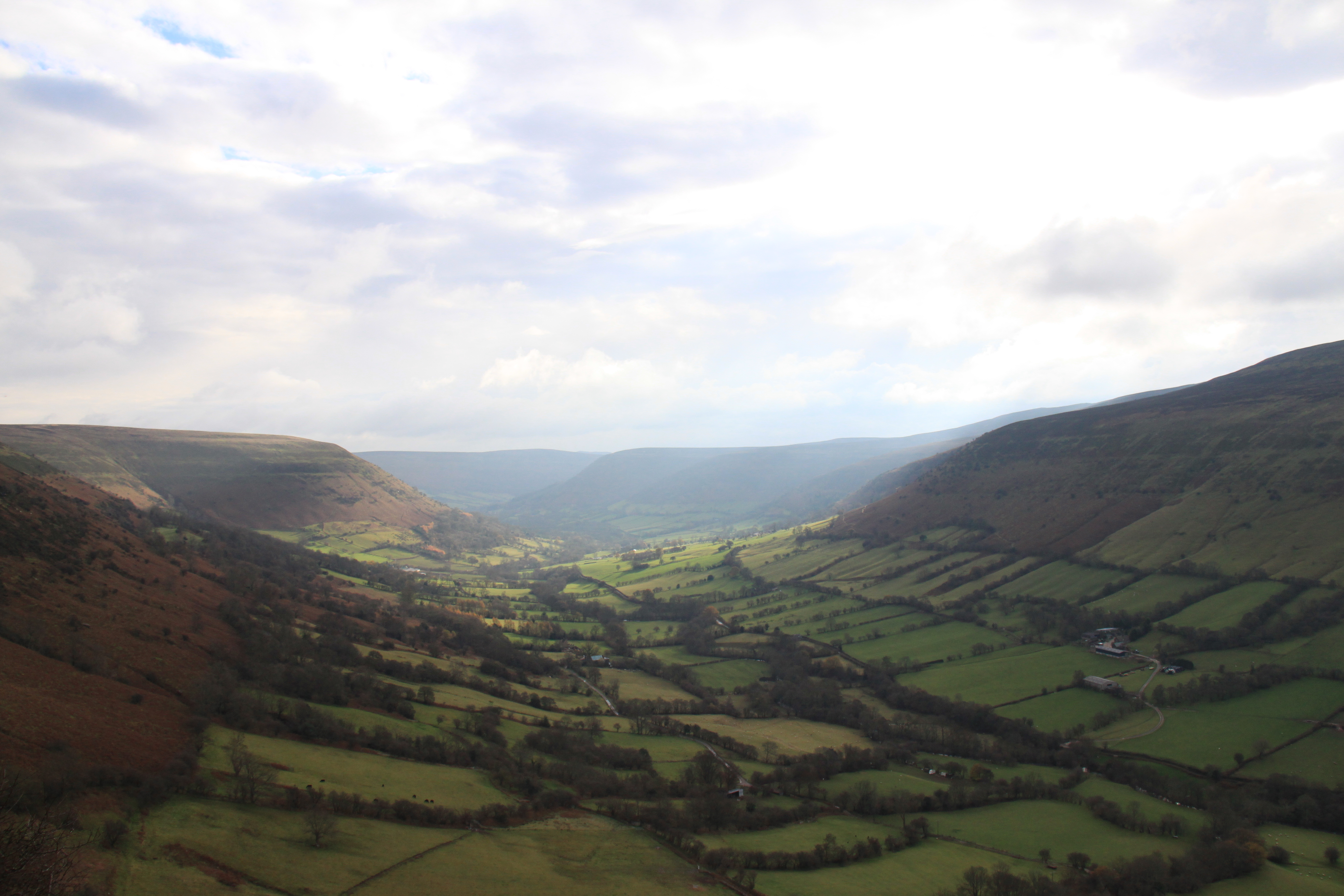
Capel-y-ffin

### Die Kapelle

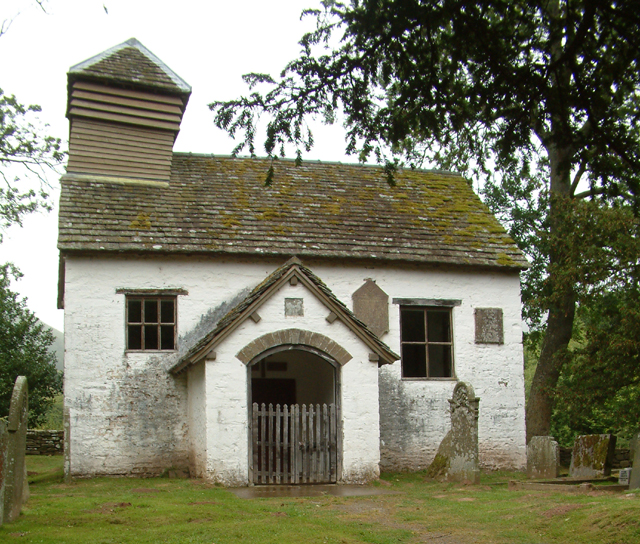
St Mary’s Chapel

Capel-y-ffin bedeutet „Grenzkapelle“, da der Ort im Honddu-Flusstal, nahe der Grenze von Monmouthshire in Wales und Herefordshire in England, sowie der Grenzen der anglikanischen Bistümer Hereford (Church of England) und St Davids sowie Llandaff (Church in Wales) liegt. Die eigentliche Kapelle ist der Hl. Maria geweiht und wurde 1762 anstelle eines früheren Gebäudes aus dem 15. Jh. errichtet. Ursprünglich gehörte sie zur Pfarrkirche von Llanigon, ist heute aber eine eigene Gemeinde. Mit einem Innenraum von nur 8 mal 4 Metern ist die Kapelle eine der kleinsten in Wales; sie erinnerte Francis Kilvert (Tagebuchautor, 1840–79) an eine Eule. Eine baptistische Kapelle, gebaut 1762, liegt am anderen Ufer des Honddu.

### Das Kloster
1869 kaufte Joseph Leycester Lyne, der sich selbst „Father Ignatius“ nannte, in Capel-y-ffin 32 acres Land, um ein anglikanisches Kloster in der Nähe der Ruinen des Pfarrhauses von Llanthony zu bauen. Mit der Hilfe seiner Mitmönche und örtlicher Maurer errichtete er 'Llanthony Tertia', wo – laut Francis Kilvert – eine exzentrische Form des Klosterlebens bis zu Lynes Tod im Jahre 1908 bestand. Lyne ist in der Klosterkirche begraben, die aufgrund der unsoliden Bauweise und späterer Vernachlässigung heute zum Teil eine Ruine ist. Es besteht eine Stiftung mit dem Ziel der Renovierung der Kirche, und jedes Jahr wird eine Pilgerfahrt zwischen dem Pfarrhaus von Llanthony und Capel-y-ffin durchgeführt.
Lynes religiöse Überzeugungen wurden 1880 durch Visionen der Jungfrau Maria im Kloster und auf benachbarten Feldern, die von Mönchen und örtlichen Bauernjungen erlebt wurden. Ein Bauernhof, The Vision Farm, südöstlich des Weilers, wurde aufgrund dieser Erscheinungen umbenannt und erscheint, zumindest mit seinem Namen, in dem Roman Auf dem Schwarzen Berg von Bruce Chatwin, obwohl der Autor sie an einen anderen Platz verlegte.
Von August 1924 bis Oktober 1928 lebte der Künstler Eric Gill mit seinen Jüngern in dem ehemaligen Kloster. Hier entwarf er die Schriftarten Perpetua und Gill Sans. Der Dichter und Künstler David Jones, der die örtliche Landschaft malte, gehörte ebenfalls zu dieser Gruppe. Jones ist eine der Personen von Owen Sheers’ Roman Resistance, der im nahegelegenen Olchon Valley spielt.